# Anton Raphael Mengs

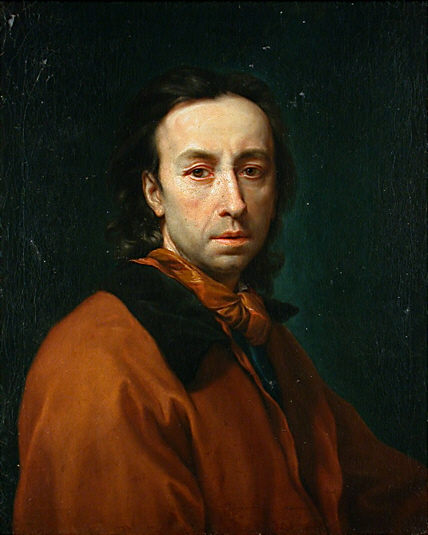
Anton Raphael Mengs, Autoretrat (1773)

Anton Raphael Mengs (Aussig, Bohèmia, 1728 - Roma, 1779), conegut també com a Antonio Rafael Mengs, pintor neoclàssic i teòric bohemi, que desenvolupà bona part de la seva obra a Espanya.
Nascut a Aussig (Bohèmia) el 1728, es va formar a Dresden sota la direcció del seu pare, Ismael Mengs, per viatjar més tard a Roma (1741) per tal de completar la seva educació artística.
Pintor del rei August III de Polònia des de 1746, va tornar de nou a Itàlia el 1748, on va alternar l'activitat artística amb la difusió de les seves idees estètiques de retorn a l'antiguitat clàssica (va escriure l'obra Reflexions sobre la bellesa), establint-se definitivament a la ciutat el 1752, després de contraure matrimoni amb una italiana.
El 1761 va pintar, en el sostre de la Villa Albani, a Roma, el fresc d'El Parnaso, que es va convertir en un manifest del neoclassicisme pel seu evident ús de solucions preses dels mestres del Renaixement, en particular de Rafael. Aquell mateix any és cridat a Espanya, on romandria fins a 1769, i fou nomenat primer pintor del rei Carles III, per a qui va treballar en l'embelliment del palau Reial. Els seus frescos freds, de colors esvaïts i desproveïts d'emoció, segons el gust de l'època, van triomfar sobre els de Tiepolo, a qui Mengs va aconseguir arraconar. També va treballar com a retratista. Va tornar a Madrid entre 1774 i 1776, any en què, sentint-se malalt, va marxar a Roma, on va morir el 1779.
Va ser el pintor més famós i més ben considerat del seu temps i va exercir en els seus coetanis una influència notable. En l'actualitat, més que les seves obres històriques i al·legòriques es valoren els retrats que va realitzar per a nombroses corts europees.
La seva repercussió en l'art espanyol va ser notable, especialment a la cort de Madrid. A la seva ombra, varen despuntar els germans Bayeu, Francisco i Ramón Bayeu, i també va intervenir perquè Goya obtingués una primera feina a la capital.
Com a institució hereva de les col·leccions reials, el Museu del Prado alberga un important grup de quadres d'aquest artista, majorment retrats, si bé destaca una monumental Adoració dels pastors, pintada sobre taula i recentment restaurada. L'Acadèmia de San Fernando conté un retrat seu molt singular, La marquesa de Llano, en què el vestit tipus "maja" i l'expressió jovial alleugereixen l'efecte encartonat habitual en els retrats neoclàssics. El palau de Llíria alberga altres obres seves, entre elles un Autoretrat.